# Wertumnus i Pomona
Wertumnus i Pomona (niderl. Vertumnus en Pomona) – obraz holenderskiego malarza Hendrika Goltziusa.

## Geneza tematu
Temat obrazu został zaczerpnięty z Metamorfoz Owidiusza. Historia opowiada o nimfie leśnej Pomonie i jednym z jej adoratorów, bogu płodów rolnych, Wertumnusie. Nimfa kochała rośliny, lecz była nieczuła na męskie zaloty. Jednym z tych którzy starali się o jej względy był Wertumnus, który pod różnymi postaciami starał się ją rozkochać w sobie. Pewnego razu przybrał postać starej kobiety i tak począł ją namawiać by wybrała Wertumnusa za swojego męża. Dziewczyna nie dała się przekonać, ale, gdy tylko Wertumnus ponownie przybrał swoją postać, zakochała się w nim i została jego żoną.

## Opis i interpretacja
Goltzius ukazał piękną nimfę leżącą nago na ziemi wśród jej plonów: owoców winogrona i jabłek. Obok niej siedzi stara kobieta. W sztuce stara kobieta bardzo często stanowiła rolę swatki, nie zawsze o pozytywnym charakterze. Tu zestawienie młodej i pięknej dziewczyny ze starą i zniszczoną czasem kobietą jest alegorią życia i przypomnieniem o jego ulotności oraz jest przestrogą przed ślepą wiarą w słowa swatki.

Najważniejszymi elementami na obrazie są różne atrybuty towarzyszące postaciom. Po prawej stronie artysta ukazał owoce kojarzone z miłością i pełniące funkcję erotycznej metafory: jabłka i winogrona. Ich szybki czas rozkładu w takim ujęciu może nawiązywać do moralnego nakazu rozmnażania się, wówczas gdy nadchodzi czas dojrzałości. Pomona, w prawej dłoni trzyma sierp, o którym pisze Owidiusz: 

Już to przycinała nadmierny odrost (...) już to, naciąwszy korę, szczepiła drzewo i dostarczała soków obcemu szczepowi

 Sierp i kij trzymany między nogami Wertumnusa mają erotyczne konotacje. W prawej ręce starej kobiety znajduje się gałązka krzewu winnego. Jej pojawienie się również ma swoje odbicie w słowach poety, a w XVI i XVII wieku winorośl opleciona wokół wiązu miała symbolizować miłość i przyjaźń. Lewa dłoń Wertumnusa dotyka delikatnie ramienia dziewczyny. Ten ledwo odczuwalny dotyk nagiej skóry dziewczyny przez zakochanego boga jest kulminacyjną sceną o erotycznym wydźwięku.